# Exempla
Exempla (Eigenschreibweise exempla) ist eine Literaturzeitschrift, die 1974 in Tübingen gegründet wurde und seither regelmäßig erscheint.

## Geschichte
exempla wurde von einer Gruppe Studierender um Peter Pörtner, Ralph Roger Glöckler, Sigrun von Hasseln und Jutta Zöllner  gegründet. Ziel war es, mit dieser Publikationsplattform junge literarische Talente in den Bereichen Lyrik, Kurzgeschichte und Essay zu fördern.
Ab 1980 war der Lyriker Wolfgang Rappsilber Herausgeber. exempla erschien in den 1980er Jahren im AS-Verlag und hatte in dieser Zeit auch ihre größte Bekanntheit. 1987 ging der Verlag insolvent und die Einstellung der Zeitschrift drohte.
Die Möglinger Autorin Ursula Jetter übernahm in dieser Situation die Herausgeberschaft, da sie die Förderung literarischer Talente fortsetzen wollte. Seither hat die Zeitschrift den Erscheinungsort Ludwigsburg. Unter Ursula Jetters Leitung veröffentlicht exempla weiterhin Texte unbekannter Nachwuchsautoren in Verbindung mit Texten bereits arrivierter Autoren. Zu den bereits genannten Literaturformen kam mit der Zeit auch die Veröffentlichung von Romanauszügen hinzu.
Für die einzelnen Ausgaben gibt die Redaktion meist Schwerpunktthemen vor. Insgesamt befasst sich exempla mit allen Bereichen der modernen Realität und ist häufig auch gesellschaftskritisch. Die Bände sind mit Illustrationen von meist bekannten Künstlern versehen.
Neben der Veröffentlichung als Printmedium ist exempla auch durch diverse Veranstaltungen, wie Autorentreffen und Lesungen bekannt.
Lange Zeit förderte das Stuttgarter Schriftstellerhaus die Zeitschrift aus Mitteln des Ministeriums für Wissenschaft, Forschung und Kunst Baden-Württemberg. 2002 wurden von Landesseite alle Fördergelder für Literaturzeitschriften eingestellt. Seither wird die Zeitschrift durch wechselnde Sponsoren und Geldgeber mitfinanziert.